# اندیس جیان عباسی
جیان _ عباسی یک اندیس فلزی است که در حوالی شهر سوریان استان فارس قرار دارد و مادهٔ معدنی موجود در آن، طلا است.سنگ میزبان این اندیس کلریت‌شیست، کالکشیست‌های خاکستری تا سبز و متادیوریت است  در این اندیس، پاراژنز‌های مس، نقره یافت می‌شوند.